# Ma Barker
Kate Barker, detta Ma (Ash Grove, 8 ottobre 1871 – Oklawaha, 16 gennaio 1935), è stata una criminale statunitense, personaggio di spicco dell'era dei nemici pubblici, quando alcune bande criminali, tra cui anche la sua, erano conosciute come associazioni terroristiche nel Mid-West degli Stati Uniti.

## Biografia

### I primi anni
Ma Barker nacque a Ash Grove, vicino a Springfield in Missouri, e fu chiamata all'inizio con il nome di Arizona Donnie Clark. I suoi genitori, John Clark ed Emaline Parker, erano cristiani e svolgevano alcuni lavori locali, come fece anche lei per un breve periodo. Nel 1892 sposò George Barker ed i due ebbero sette bambini: quattro si chiamarono Herman, Lloyd, Arthur e Fred, mentre gli altri tre sono tuttora considerati ignoti e, molto probabilmente, erano femmine. Appena nacque Fred, il settimo ed ultimogenito, George lasciò la famiglia, probabilmente scacciato dalla moglie perché fu considerato un “indegno ubriaco”. Kate tentò di mantenere i figli da sola, ma presto, forse a causa di uno sfratto, divennero poveri e cominciarono a compiere diversi crimini come furti. A causa di questa situazione alcuni assistenti sociali proposero di mantenere sotto tutela i figli di Ma Barker, ma lei riuscì ad opporsi al sistema giudiziario, dapprima supplicando sia gli ufficiali sia i magistrati e poi con crisi di pianto avuta presso una stazione di polizia.

### La banda Karpis-Barker

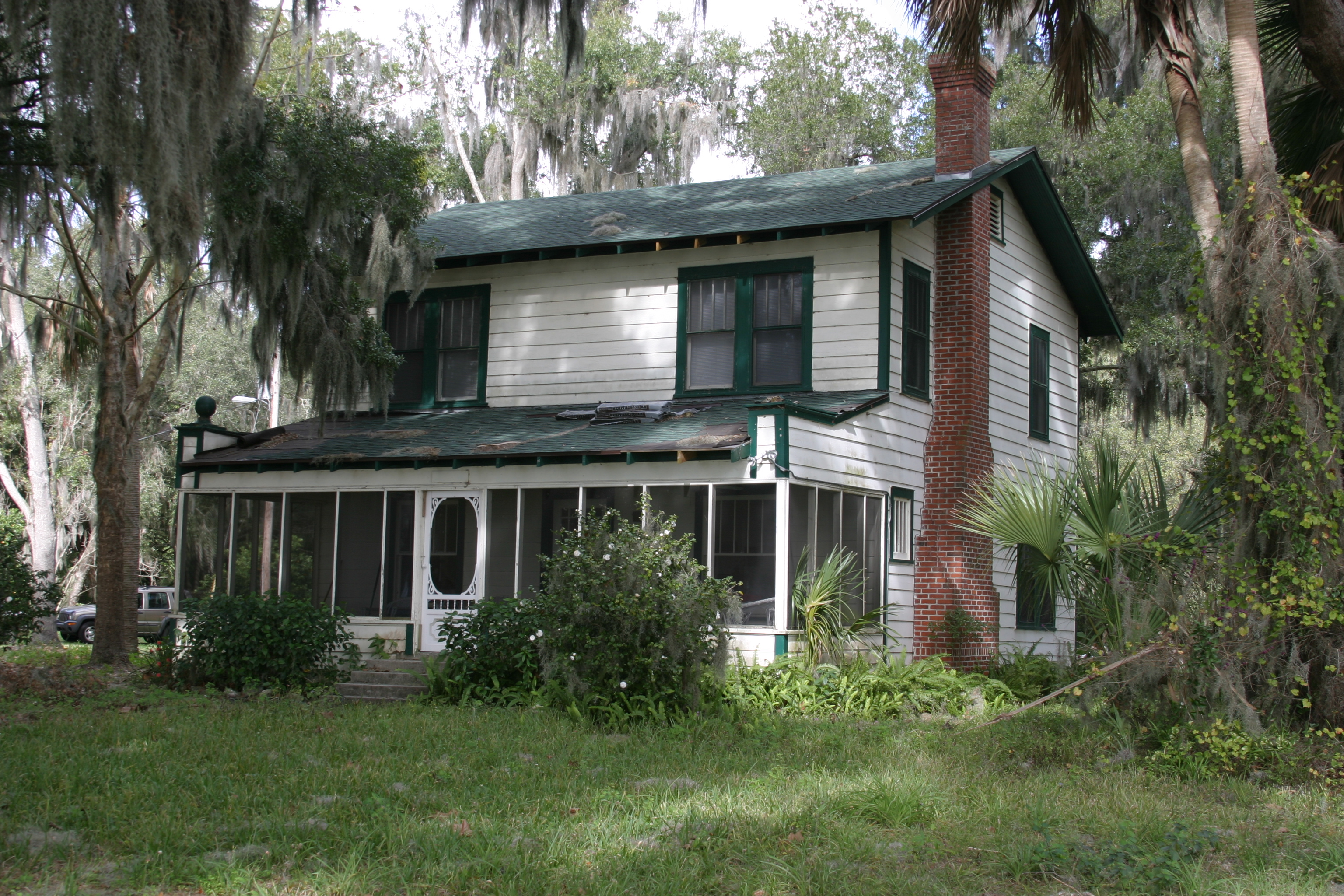
La casa sul lago Weir dove furono uccisi Ma Barker e suo figlio Fred.

I figli di Ma Barker erano appena diventati criminali e presto fecero conoscenza con un altro gruppo di fuorilegge capeggiato da Alvin Karpis: le due bande trovarono un accordo e formarono la famosa banda Karpis-Barker, con a capo sia Karpis, sia uno dei figli di Ma, Arthur Barker. Fu una banda spietata che commise, tra il 1931 ed il 1935, innumerevoli furti, rapimenti e vari altri crimini, tanto che questa banda divenne, da una delle immagini più popolari di criminali della zona, un vero e proprio mito, grazie anche all'intelligenza di Ma Barker. Nonostante Ma facesse i preparativi per i vari componenti della banda, non fu mai considerata una partecipante delle varie attività effettuate dai membri; il suo principale ruolo era quello di prendersi cura di tutti i membri.

### Morte
Il 16 gennaio 1935 venne uccisa insieme al figlio Fred per opera dell'FBI presso il Lago Weir nell'area dell'Oklawaha, in Florida. Alcuni, tra cui Karpis, suggerirono che il mito della banda Barker fu consapevolmente ingigantito da J. Edgar Hoover, con l'intento di creare ad arte un nemico contrastabile solo dalla nascente FBI. Ma Barker è stata sepolta presso il Williams Timberhill Cemetery di Welch, Oklahoma.

## Influenza culturale
Cinema
- La famiglia assassina di Ma Barker (Ma Barker's Killer Brood), film del 1960 diretto da Bill Karn
- Il clan dei Barker (Bloody Mama), film del 1970 diretto da Roger Corman
- Ricercati vivi o morti (Public Enemies), film del 1996 diretto da Mark L. Lester

Musica
- Ma Baker, singolo del 1977 dei Boney M., ispirato alla storia di Ma Barker.

Televisione
- Batman, serie televisiva degli anni sessanta, è presente un personaggio parodia di Ma Parker e dei suoi figli.